# Vicente Espinel
Vicente Gómez Martínez Espinel (Ronda, Málaga, 28 de diciembre de 1550-Madrid, 4 de febrero de 1624) fue un sacerdote, escritor y músico español del Siglo de Oro, autor de una novela picaresca, la Vida del escudero Marcos de Obregón (1618). A partir de sus Diversas rimas de 1591, transformó la estructura de la décima, estrofa conocida también como espinela en su homenaje. En la música se hizo famoso por dar a la guitarra su quinta cuerda, añadiendo una cuerda más grave a las cuatro ya existentes en aquel momento, como refiere Lope de Vega, que fue su alumno. En su memoria, el primer Instituto de Bachillerato de la provincia de Málaga, situado en la calle Gaona de dicha ciudad, lleva su nombre desde 1956.

## Biografía
Hijo de Francisco Gómez, que procedía de las Asturias de Santillana, en la actual Cantabria, y de su legítima esposa Juana Martínez, estudió sus primeras letras y música en Ronda con el bachiller Juan Cansino y se matriculó en la Universidad de Salamanca, donde aparece registrado los cursos de 1571 y 1572 con el nombre de Vicente Martínez Espinel, tomando el segundo apellido de su padre. Se sostuvo dando clases de canto, «antes dadas que pagadas», y contempló el proceso inquisitorial contra fray Luis de León. Volvió a su tierra, como él mismo confiesa, «caminando a la apostólica». En ese mismo año de 1572 unos tíos suyos le concedieron una capellanía que habían fundado, por consejo del trinitario fray Rodrigo de Arce.
Con el favor de este religioso pudo volver a Salamanca, donde se hizo amigo de personajes tan importantes como Luis de Vargas Manrique, los dos Leonardo de Argensola, Lupercio y Bartolomé; Pedro Liñán de Riaza, Marco Antonio de la Vega, Luis de Góngora, Luis Gálvez de Montalvo y otros muchos más, y su música le abrió las puertas de los palacios del marqués de Tarifa, de los Alba y los Girones. Asistió asimismo a la casa de la noble señora doña Agustina de Torres, una cantante con quien se reunían los mejores músicos de entonces: Francisco de Salinas (1512-1590), Juan Navarro (1528-1580), Matute, Lara, Julio, Castilla, etcétera. Con su hija, también cantante y por demás poetisa, Ana de Zuazo y Torres (1580-1618), mantendrá Espinel una gran amistad. 
Vivió algún tiempo en Zaragoza con Lupercio y Bartolomé Leonardo de Argensola. Intentó entonces la carrera militar y fue soldado y, en Valladolid, de 1574 a 1577, fue escudero del Conde de Lemos; estuvo a punto de acompañarlo cuando este marchó junto al rey don Sebastián a la infausta campaña de África que terminó con la batalla de Alcazarquivir, pero se quedó en Sevilla viviendo con disipación entre lupanares y figones, acompañado de su inseparable guitarra, de esta etapa corresponde "Sátira a las damas de Sevilla" la más temprana obra conocida de Espinel. Esa vida disipada y bastante al margen de la ley hizo que el marqués de la Algaba, que por entonces le protegía, le retirara esa protección y Espinel tuvo entonces que esconderse de la justicia y se acogió a sagrado.
El marqués de Denia le sacó de allí y le mandó a Italia para servir a Alonso Pérez de Guzmán y Sotomayor, duque de Medina Sidonia, nombrado para gobernar Milán; pero le apresaron los corsarios berberiscos y estuvo esclavizado en Argel hasta que le sacaron de allí los genoveses; desembarcó en Génova en 1573 y poco después marchó a Flandes, yendo a parar al ejército de Alejandro Farnesio cuando se aprestaba al asalto de Mastrique. Allí encontró a su tío Hernando de Toledo, a quien dirigió una bellísima Égloga que canta sus amores con doña Antonia de Calatayud en Salamanca y Sevilla. 
Volvió a Milán con Octavio de Gonzaga y durante tres años recorrió toda la Lombardía, ya como soldado, ya como músico de la casa de don Antonio de Londoño. Hastiado del oficio de la pica y cansado de su vida transeúnte, obtuvo un beneficio en Roma (1587), donde le apreciaron ser «buen latino y buen cantor de canto llano». Murieron sus padres y volvió a España desembarcando en Málaga, donde era obispo su amigo Francisco Pacheco de Córdoba. Por entonces escribió su «Canción a su patria» y la Epístola al obispo malagueño, poemas de arrepentimiento por su revuelta vida que le hicieron ganar el derecho a ordenarse sacerdote. Marchó a Madrid con esa idea, y lo hizo efectivamente en 1589, el mismo año en que retoma sus estudios, estudiando moral en Ronda, cantando misa en Málaga y logrando un beneficio en esta ciudad; se gradúa en Granada de Bachiller en Artes en 1589. 
En 1591 puso un sustituto en la capellanía del Hospital Real de Santa Bárbara en Ronda y marchó a Madrid, donde en ese mismo año publica sus Rimas, que había censurado en 1587 Alonso de Ercilla, quien las alabó como «de las mejores de España». En 1596 le quitaron su beneficio a causa de su conducta y vida desarregladas en la Corte. En 1599 se gradúa como Maestro de Artes en la Universidad de Alcalá y toma posesión como capellán del Obispo de Plasencia en Madrid, puesto que don Fadrique Vargas Manrique le tenía reservado con 30 000 maravedíes anuales de emolumentos y el cargo aparejado de maestro de música, con 12 000 maravedíes más, trabajos que asumió hasta su muerte. En Madrid, fuera de pertenecer a la famosa cofradía de escritores e intelectuales del Santísimo Sacramento, perteneció a la Academia Poética que protegía Félix Arias Girón, y acudió al certamen literario organizado en 1622 con motivo de la canonización de San Isidro. Era un escritor y músico muy respetado: Cervantes, Lope de Vega, etcétera lo admiraban. Murió en Madrid el 4 de febrero de 1624, siendo Capellán Mayor y maestro de música de la Capilla del Obispo de Plasencia de la parroquia de San Andrés, y está enterrado en la bóveda de esa misma iglesia.

## Obra
Publicó en 1591 una compilación de su obra poética, el ya citado volumen Diversas rimas. El libro recorre casi toda la métrica de entonces, ensayando todas las estrofas posibles, incluida la llamada décima, en una modalidad especial denominada, en homenaje al propio autor, considerado su inventor, décima espinela o espinela simplemente; consiste en una agrupación de dos quintillas con esta estructura fija: abbaaccddc. Samuel Gili Gaya (1892-1976), gran estudioso del autor, explicó que no fue el primero en usar esa combinación (ya lo hicieron Juan de Mal Lara y otros); «lo que hizo fue perfeccionarla, dotándola de unidad y ligereza; su prestigio contribuyó a divulgarla y a ponerla de moda».  Como humanista tradujo, además, la Epistola ad Pisones de Horacio, más conocida como Arte poética.
Sin embargo, se encuentran poemas sueltos suyos dispersos en otras obras, siguiendo la movida trayectoria del autor. Hay algunas tempranas en el Cancionero de López Maldonado (1586) o en las Flores de poetas ilustres de Pedro Espinosa; otras alaban libros, como el Guzmán de Alfarache de Mateo Alemán (1599), el Peregrino indiano de Antonio de Saavedra Guzmán, el Modo de pelear a la jineta de Simón de Villalobos y otras obras de Gaspar de Villagrá, Gonzalo Céspedes y Meneses, fray Hernando de Camargo, Pérez del Barrio, etcétera. Censuró, asimismo, más de ochenta libros; en efecto, parecer ser que fue una persona sumamente amable y accesible, abierta con todo el mundo.
El editor Juan de la Cuesta publicó en 1618 su novela picaresca, provista de muchos elementos autobiográficos, Relaciones de la vida del escudero Marcos de Obregón. Al momento y en ese mismo año se imprimieron dos ediciones no autorizadas en Barcelona, las de Jerónimo Margarit y Sebastián de Cormellas, y aún se hizo una traducción al francés también en ese año por parte de Vital de Audiguier, señor de la Menor (Povergue) (París: Petitpas), edición que más tarde inspirará el Gil Blas de Santillana de Alain René Lesage. Todavía se reimprimió en España dos veces más el libro: Pedro Gómez de Pastrana costeó en Sevilla en 1641, y la quinta, de 1657, fue dedicada en Madrid por el impresor Gregorio Rodríguez al Sr. D. Juan Bautista Berardo, Tesorero general del Real Consejo de las Indias. Se trata de una narración más ágil que la de Mateo Alemán y, si bien no prescinde el autor de moralizar, lo hace de forma que no enfada ni empalaga como el sevillano. La versión inglesa fue realizada por Algernon Langton (Londres, 1816), la alemana la hizo Ludwig von Tieck (Breslau, 1827). En España se reimprimió más veces: 1744, 1804, 1863, 1868, 1881 (de J. Pérez de Guzmán); 1922 (edición de Samuel Gili Gaya), 1944 (de Valbuena, para Madrid: Aguilar), 1970 (edición crítica e introducción de María Soledad Carrasco Urgoiti, para Madrid: Castalia), etcétera.
Espinel tuvo entre sus discípulos a Lope de Vega, quien siempre tuvo palabras de elogio para él, ya sea por ejemplo en El laurel de Apolo, donde le llama «único poeta latino y castellano de estos tiempos», o en el prólogo a La viuda valenciana, donde le llama «padre de la música»; le dedicó un soneto y la comedia El caballero de Illescas (1602). Fue también amigo de Cervantes, quien lo menciona en el Canto de Calíope, así como de Góngora (cuyas poesías contribuyó a publicar) y Quevedo. Como músico se le atribuye el haber añadido una quinta cuerda a la vihuela, pero eso es discutible, ya que Bermudo, en 1544, menciona ya la guitarra de cinco cuerdas.